# Чешка на Светском првенству у атлетици у дворани 2012.
Чешка је једанаести пут учествовала на Светском првенству у атлетици у дворани 2012. одржаном у Истанбулу од 9. до 11. марта, односно учествовала је под данашњим именом на свим првенствима од 1993. до данас. Репрезентацију Чешке представљало је 13 атлетичара (8 мушкараца и 5 жена), који су се такмичили у осам дисциплина (5 мушке и 5 женске).
На овом првенству Чешка је по броју освојених медаља делила 19. место са једном освојеном медаљом (сребро). Оборена су два лична рекорда и остварена су четири најбоља лична резултата сезоне. У табели успешности према броју и пласману такмичара који су учествовали у финалним такмичењима (првих 8 такмичара) Чешка је са 5 учесника у финалу делила 12. место са 21 бодом.
| Плас. | Земља | 1. место | 2. место | 3. место | 4. место | 5. место | 6. место | 7. место | 8. место | Бр. финал. | Бод. |
| ----- | ----- | -------- | -------- | -------- | -------- | -------- | -------- | -------- | -------- | ---------- | ---- |
| =12.  | Чешка | 0        | 1        | 0        | 0        | 2        | 2        | 0        | 0        | 5          | 21   |

## Учесници
| Мушкарци: - Павел Маслак — 400 м - Јакуб Холуша — 800 м - Јосеф Пророк — 4 х 400 м - Petr Lichý — 4 х 400 м - Вацлав Барак — 4 х 400 м - Theodor Jareš — 4 х 400 м - Јарослав Баба — Скок увис - Адам Себастијан Хелцелет — Седмобој | Жене: - Катержина Чехова — 60 м - Дениса Росолова — 400 м - Ленка Масна — 800 м - Луциа Шкробакова — 60 м препоне - Јиржина Птачњикова — Скок мотком |  |

## Освајачи медаља (1)

### Сребро (1)
- Јакуб Холуша — 800 м

## Резултати

### Мушкарци
| Атлетичар                                             | Дисциплина | Лични рекорд | Квалификације | Квалификације | Полуфинале      | Полуфинале | Финале                | Финале      | Детаљи |
| Атлетичар                                             | Дисциплина | Лични рекорд | Резултат      | Место         | Резултат        | Место      | Резултат              | Место       | Детаљи |
| ----------------------------------------------------- | ---------- | ------------ | ------------- | ------------- | --------------- | ---------- | --------------------- | ----------- | ------ |
| Павел Маслак                                          | 400 м      | 46,14 НР     | 47,00 КВ      | 1. у гр. 5    | 46,49 КВ        | 2. у гр. 2 | 46,19                 | 5 / 31 (32) |        |
| Јакуб Холуша                                          | 800 м      | 1:46,09 НР   | 1:50,49 КВ    | 1. у гр. 3    | 1:47,23 КВ, ЛРС | 1. у гр. 3 | 1:48,62               |             |        |
| Јосеф Пророк, Petr Lichý, Вацлав Барак, Theodor Jareš | 4 х 400 м  | 3:06,10 НР   | 3:09,46 ЛРС   | 6. у гр. 2    |                 |            | Нису се квалификовали | 7 / 11 (12) |        |
| Јарослав Баба                                         | Скок увис  | 2,37 НР      | 2,22          | 13            | 13 / 19         |            | Нису се квалификовали |             |        |

Седмобој
| Дисциплина   | Адам Себастијан Хелцелет | Адам Себастијан Хелцелет | Адам Себастијан Хелцелет | Адам Себастијан Хелцелет | Адам Себастијан Хелцелет | Адам Себастијан Хелцелет |
| Дисциплина   | Лич. рек.                | Резултат                 | Бод.                     | Плас.                    | Укупно                   | Плас.                    |
| ------------ | ------------------------ | ------------------------ | ------------------------ | ------------------------ | ------------------------ | ------------------------ |
| 60 м         | 7,00                     | 7,19                     | 816                      | 5                        |                          |                          |
| Скок удаљ    | 7,37                     | 7,24                     | 871                      | 6                        | 1.687                    | 4.                       |
| Бацање кугле | 14,73                    | 14,04                    | 731                      | 7                        | 2.418                    | 4.                       |
| Скок увис    |                          | 2,06                     | 859 ЛР                   | 1                        | 3.277                    | 4.                       |
| 60 м препоне | 8,02                     | 8,16                     | 942                      | 5                        | 4.219                    | 4.                       |
| Скок мотком  | 4,80                     | 4,70                     | 819                      | 6                        | 5.038                    | 5.                       |
| 1.000 м      |                          | 2:43,05 ЛР               | 840                      | 4                        |                          |                          |
| Седмобој     |                          |                          |                          |                          | 5.878                    | 5 / 8                    |

### Жене
| Атлетичарка        | Дисциплина   | Лични рекорд | Квалификације | Квалификације | Полуфинале | Полуфинале | Финале                | Финале       | Детаљи |
| Атлетичарка        | Дисциплина   | Лични рекорд | Резултат      | Место         | Резултат   | Место      | Резултат              | Место        | Детаљи |
| ------------------ | ------------ | ------------ | ------------- | ------------- | ---------- | ---------- | --------------------- | ------------ | ------ |
| Катержина Чехова   | 60 м         | 7,30         | 7,40 кв       | 3. у гр. 3    | 7,31       | 4. у гр. 2 | Није се квалификовала | 17 / 13 (15) |        |
| Дениса Росолова    | 400 м        | 51,73        | 52,95 КВ      | 1. у гр. 1    | 52,78 КВ   | 2. у гр. 2 | 52,48                 | 6 / 13 (15)  |        |
| Ленка Масна        | 800 м        | 2:01,85      | 2:03,08       | 3. у гр. 1    |            |            | Нису се квалификовале | 9 / 16 (18)  |        |
| Луциа Шкробакова   | 60 м препоне | 8,24         | 8,20 кв       | 5. у гр. 3    | 8,18       | 5. у гр. 2 | Нису се квалификовале | 11 / 28 (31) |        |
| Јиржина Птачњикова | Скок мотком  | 4,70 НР      |               |               |            |            | 4,55                  | 6 / 18 (21)  |        |